# 1264.
◄ | 12. stoljeće | 13. stoljeće | 14. stoljeće | ►
◄ | 1230-ih | 1240-ih | 1250-ih | 1260-ih | 1270-ih | 1280-ih | 1290-ih | ►
◄◄ | ◄ | 1261. | 1262. | 1263. | 1264. | 1265. | 1266. | 1267. | ► | ►►
Arhitektura • Astronomija • Glazba • Knjige • Književnost • Kršćanstvo • Medicina • Pravo • Promet • Znanost

## Događaji
- prije svibnja – počeo Drugi barunski rat, građanski rat u Engleskoj
- 12. do 14. svibnja – bitka kod Lewesa u Drugom barunskom ratu između Šimuna Montfortskog i kralja Henrika III. u Sussexu.  Do kraja bitke su de Montfortove snage zarobile kralja i njegova sina, budućeg kralja Edvarda I., čime su napravile od de Montforta neokrunjenog kralja Engleske za 15 mjeseci sve dok Edvard nije pobjegao iz zatočeništva i vratio prijestolje.
- 18. lipnja – Irski parlament se sastao u Castledermotu u okrugu Kildare, prvom definitivno znanom susretu ove irske zakonodavne ustanove.
- travanj – Gilbert de Clare, 6. grof od Hertforda predvodio masakr Židova u Canterburyju.
- 14. rujna – Walter de Merton formalno dovršio utemeljenje Doma mertonskih znanstvenika (House of Scholars of Merton), kasnijeg koledža Merton, da bi se omogućilo obrazovanje u wardu Maldenu i sveučilište Oxford.
- Toma Akvinski dovršio svoj teološki rad Summa contra Gentiles.
- papa Urban IV. proširio svetkovanje blagdana Tijelova na cijelu Crkvu[1]

## Vanjske poveznice
|  | Zajednički poslužitelj ima još gradiva o temi 1264. |